# Miłomłyn
Miłomłyn là một thị trấn thuộc huyện Ostródzki, tỉnh Warmińsko-Mazurskie ở đông-bắc Ba Lan. Thị trấn có diện tích 12 km². Đến ngày 1 tháng 1 năm 2011, dân số của thị trấn là 2347 người và mật độ 190 người/km².